# Швидка допомога (фільм, 2022)
«Швидка допомога» (англ. Ambulance) — американський бойовик, за мотивами однойменного данського фільму 2005 року Лаурітса Мунка-Петерсена, режисера та продюсера Майкла Бея. В головних ролях Джейк Джилленгол, Яг'я Абдул-Матін II та Ейса Гонсалес.

## Синопсис
Двоє грабіжників викрадають машину швидкої допомоги після того, як їхня спроба пограбування пішла шкереберть.

## У ролях
| Актор               | Роль                  |
| ------------------- | --------------------- |
| Джейк Джилленгол    | Денні                 |
| Яг'я Абдул-Матін II | Вільям Шарп           |
| Ейса Гонсалес       | Кем Томпсон           |
| Гаррет Діллагант    | капітан Монро         |
| Кір О'Доннелл       | агент ФБР Енсон Кларк |
| Колін Вуделл        | Емт Скотт             |
| Мозес Інграм        | Емі Шарп              |
| A Martinez          | Папі                  |

## Виробництво

### Розробка

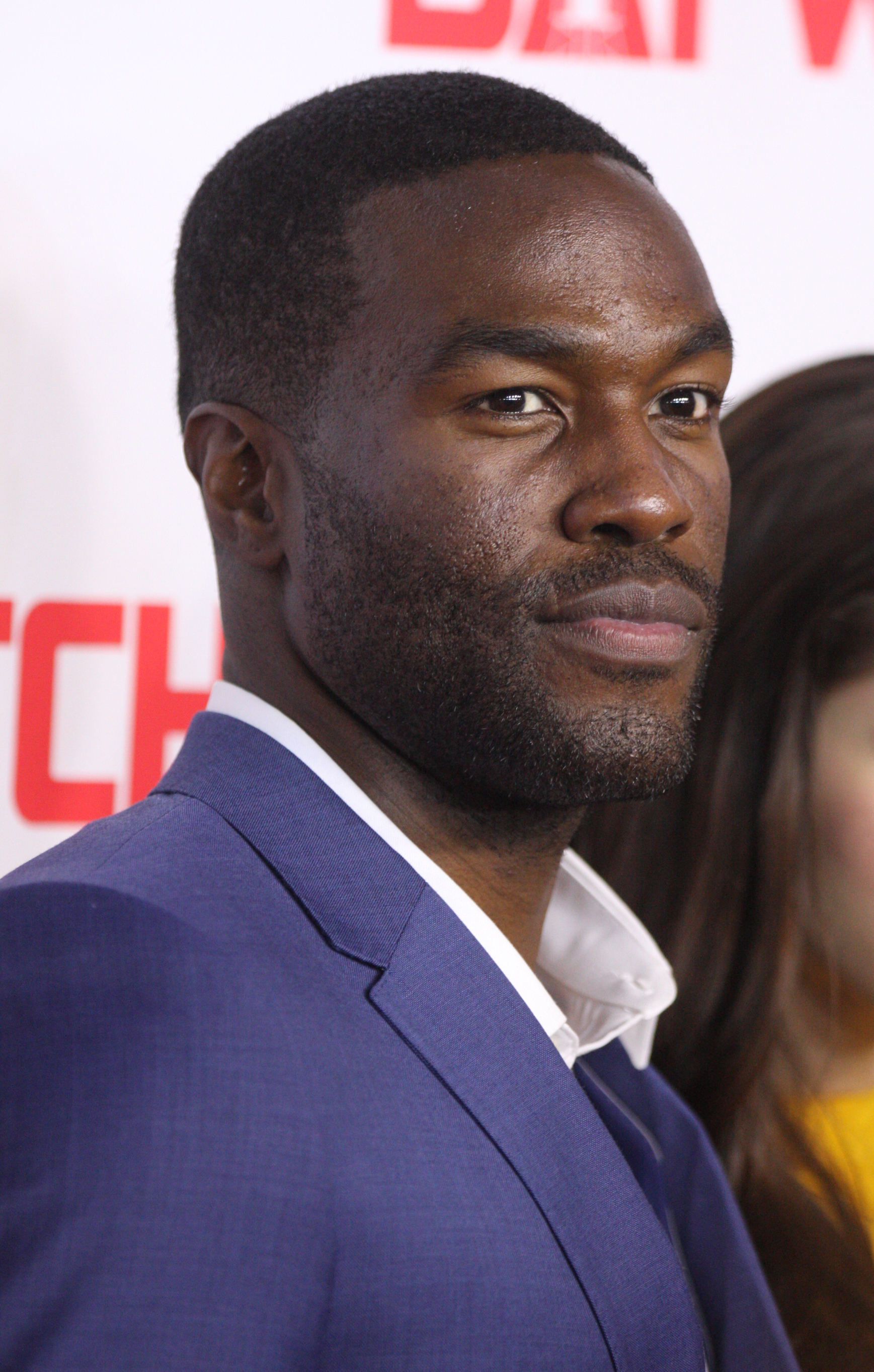
Яг'я Абдул-Матін II був обраний у грудні 2020 року замість Ділана О'Брайена.

28 серпня 2015 року було оголошено, що Філіп Нойс поставить фільм «Швидка допомога», рімейк однойменного датського фільму 2005 року за сценарієм, написаним Крісом Федаком. Через два роки Deadline Hollywood повідомив, що замість нього режисуватимуть фільм Навот Папушадо та Агарон Кешалес, але проєкт так і не увійшов у виробництво. 11 листопада 2020 року Deadline Hollywood в черговий раз повідомив, що фільм знайшов режисера, на цей раз заявивши, що Майкл Бей керуватиме фільмом.
Продюсерські компанії New Republic Pictures та Project X вели переговори з Джейком Джилленголом та Діланом О'Браєном на головні ролі братів, а з Ейсою Гонсалес — на роль фельдшера. 11 грудня 2020 року Universal Pictures оголосила, що О'Браєн покине фільм через конфлікти у знімальному графіку, його замінить Яг'я Абдул-Матін II. Через три дні Ейса Гонсалес була затверджена на роль а 21 січня 2021 року до акторського складу приєдналися Гаррет Діллагант, А Мартінес, Кір О'Доннелл та Мойсей Інграм. У лютому було оголошено, що Уель Фоларін, Седрік Сандерс, Джексон Уайт, Колін Вуделл, Олівія Стамбулія, Джессі Гарсія, Віктор Гойцай та Ремі Аделеке також з'являться у фільмі. У травні 2021 року Деван Чендлер Лонг поповнив акторський склад.

### Зйомки
Зйомки розпочались у Лос-Анджелесі в січні 2021 року. У кінці місяця Бей поділився вибуховим трюком із залученням швидкої допомоги в Instagram. Зйомки завершилася 18 березня 2021 року.

## Випуск
Спочатку реліз фільму планувався на 18 лютого 2022 року. Пізніше прем'єру перенесли на 8 квітня 2022 року.